# Kiel-Blücherplatz

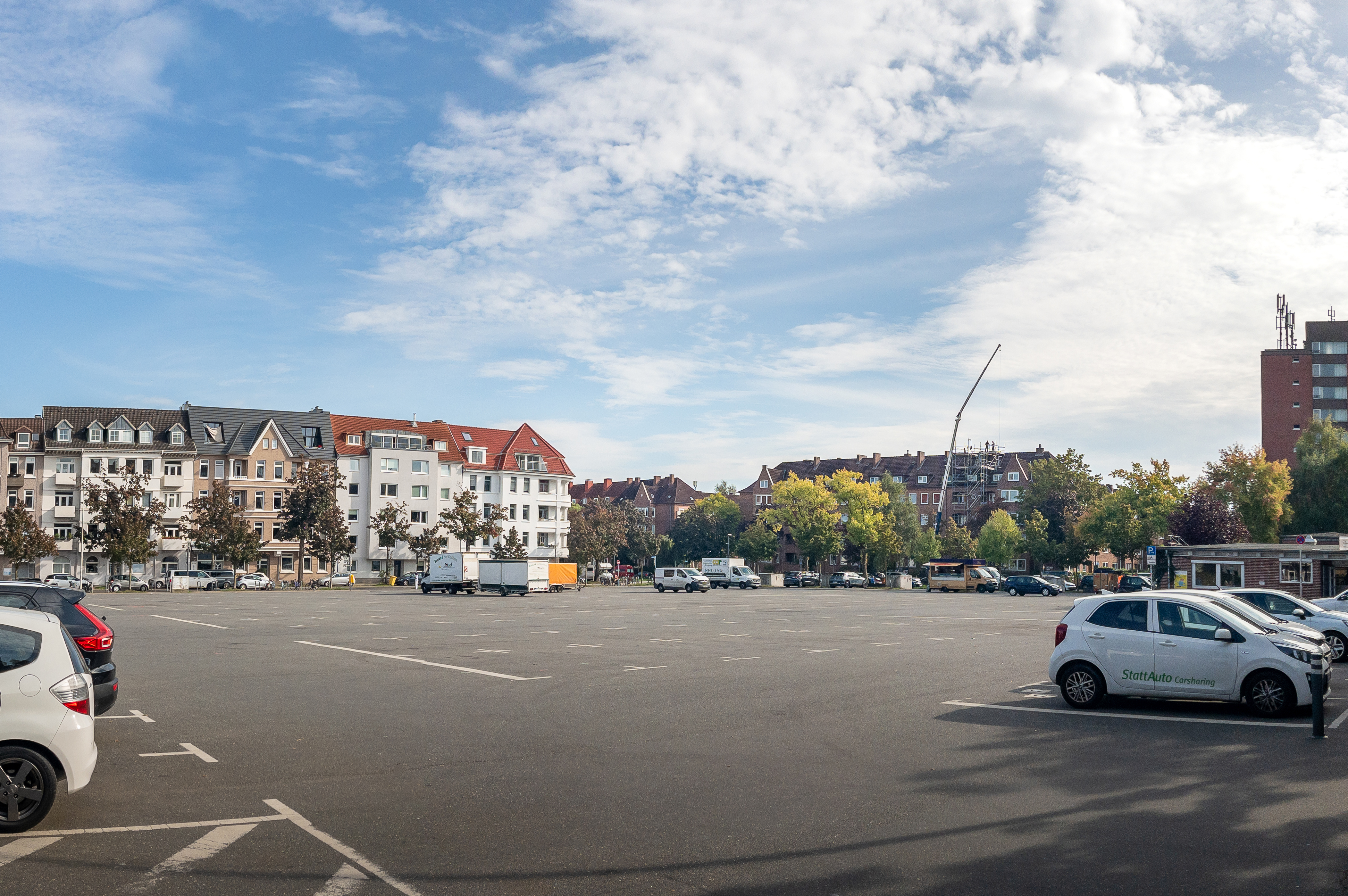
Der Blücherplatz

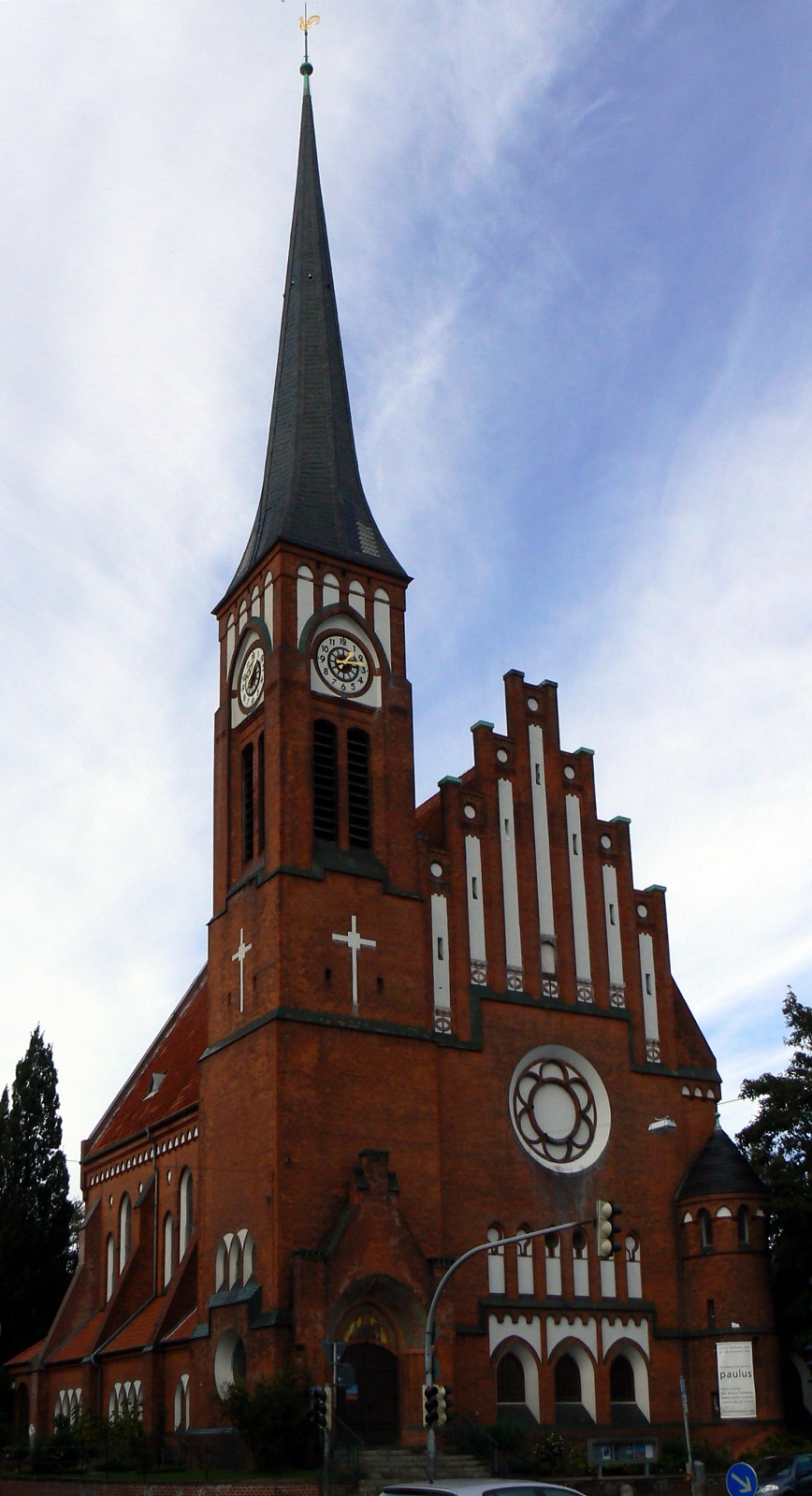
Ansgarkirche, Holtenauer Straße

Blücherplatz ist der Name eines Stadtteils im Nordwesten der Stadt Kiel. Der Stadtteil umfasst 82,3 ha und zählt 12.240 Einwohner (Stand 31. März 2024).

## Stadtteilgrenzen
Der Stadtteil Kiel-Blücherplatz hat folgenden Grenzverlauf: Die Grenze bildet im Norden der Düvelsbeker Weg, sie verläuft dann zwischen der Sankt-Heinrich-Kirche (Stadtteil Blücherplatz) und der Gaststätte Forstbaumschule (Stadtteil Düsternbrook) auf direktem Wege durch den Wald Forstbaumschule zum Forstweg. Im Osten bildet der Forstweg die Grenze, im Süden die Waitzstraße bis zum Knooper Weg. Im Westen bilden Knooper Weg und Holtenauer Straße die Grenze.

## Sehenswürdigkeiten
Das Viertel um den Blücherplatz ist fast ein reines Wohnviertel (lediglich kleinere Geschäfte und Supermärkte, meist an der Holtenauer Straße, bieten Einkaufsmöglichkeiten). Daher finden sich hier auch keine wirklichen Sehenswürdigkeiten. Lediglich die
bis 1903 erbaute und für nordische Verhältnisse überaus reich verzierte neugotische Ansgarkirche sowie die wenig später entstandene Garnisonkirche St. Heinrich, des Architekten Adalbert Kelm und das Kieler Schauspielhaus sind erwähnenswert.

## Bebauung
Der Bezirk Blücherplatz hat im Vergleich zum übrigen Kieler Stadtgebiet eine hohe Altbaudichte. Der Grund ist darin zu sehen, dass die alliierten Luftangriffe des Zweiten Weltkriegs sich auf weiter entfernte Stadtteile konzentrierten: im Süden auf das Stadtzentrum und die Werften und im Norden auf die Kanalanlagen in Holtenau und die Werftgelände in Friedrichsort.
Der Blücherplatz als reines Wohngebiet war dagegen militärisch unwichtig.
Die typische Bebauung besteht aus vierstöckigen, seltener drei- oder fünfstöckigen Altbauten (teils einfacheren Mietshäusern, teils Bürgerhäusern mit großen Wohnflächen und hohen Decken), daneben finden sich auch einige Villen aus der Vorkriegszeit.
Das Viertel Blücherplatz gilt als typisches Viertel der gehobenen Mittelschicht, in dem sich auch viele Studenten-Wohngemeinschaften finden.
Abgesehen von den Hauptstraßen sind fast alle Straßen Tempo-30-Zonen, häufig noch mit Kopfsteinpflaster.

## Namensgebung
Der Stadtteil Blücherplatz hat seinen Namen von einem Marktplatz und Parkplatz im Zentrum des Gebiets des Stadtteils gelegen, der 1902 den Namen Blücherplatz erhalten hat. Der Blücherplatz und die daran angrenzende Blücherstraße, die diesen Namen ebenfalls 1902 erhielt, sind nach Gebhard Leberecht von Blücher (1742–1819), Generalfeldmarschall der Freiheitskriege, 1813 Sieger in der Schlacht bei Leipzig benannt.